# If You Don't Already Have a Look
If You Don't Already Have a Look är ett samlingsalbum med rockgruppen The Dirtbombs, utgivet i maj 2005.
Albumet innehåller låtar som tidigare enbart släppts på singel, samt en del tidigare outgivet material. Det består av två skivor, en med originallåtar av gruppen och en med covers. Mick Collins, gruppens sångare och gitarrist, menar att de bästa albumen är samlingar, eftersom de består av singlar.

## Låtlista

### Skiva ett
1. "Theme from the Dirtbombs" (Mick Collins) - 1:15
2. "The Sharpest Claws" (Collins) - 2:17
3. "Stuck Under My Shoe" (Collins) - 2:30
4. "I'm Saving Myself for Nichelle Nichols (No. 3)" (Collins) - 0:57
5. "Here Comes That Sound Again" (Collins, Pat Pantano) - 4:28
6. "High Octane Salvation" (Collins) - 2:13
7. "Cedar Point '76" (Collins, Jim Diamond) - 2:12
8. "Little Miss Chocolate Syrup" (Collins, Diamond) - 3:03
9. "Headlights On" (Collins) - 1:50
10. "Never Licking You Again" (Collins) - 1:30
11. "Don't Bogue My High" (Collins) - 2:15
12. "Encrypted" (Collins) - 2:39
13. "(I'm Not Your) Scratchin' Post" (Collins) - 2:15
14. "Broke in Detroit (Again)" (Collins) - 2:41
15. "Merit" (Collins) - 2:48
16. "Trainwreck" (Collins) - 1:52
17. "Infra-Red" (Collins) - 2:17
18. "Jolene" (Ben Blackwell, Diamond, Pantano, Tom Potter) - 1:57
19. "Candyass" (Collins) - 2:51
20. "Pray for Pills" (Collins, Diamond) - 3:12
21. "All My Friends" (Collins) - 3:00
22. "She Played Me Like a Booger" (Collins) - 1:59
23. "They Hate Us in Scandinavia" (Collins) - 1:36
24. "They Saved Einstein's Brain" (Collins) - 1:50
25. "Correspondence" (Collins) - 2:18
26. "Tina Louise" (Collins) - 2:46
27. "Brucia I Cavit" (Collins) - 0:57
28. "Words That Hurt" (Collins) - 1:54
29. "My Last Christmas" (Collins, Diamond) - 2:34

### Skiva två
1. "Possession" (Dana Hatch, David Shannon) - 3:53
2. "Maybe Your Baby" (Stevie Wonder) - 4:26
3. "Brand New Game" (Elliot Smith) - 3:13
4. "I'll Be in Trouble" (Smokey Robinson) - 2:11
5. "Lupita Screams" (Jeffrey Lee Pierce) - 3:21
6. "By My Side" (Fiorini, Heenan, Rowe, Van Burkel) - 3:22
7. "No Expectations" (Mick Jagger, Keith Richards) - 4:16
8. "I Feel Good" (Rokko) - 2:31
9. "Natural Man" (S.A. Baron, Bobby Hebb) - 3:08
10. "Noise in This World" (English Beat) - 2:44
11. "Kiss Kiss Kiss" (Yoko Ono) - 3:26
12. "Refried Dreams" (Hatch, Shannon) - 2:53
13. "Insecure Me" (Marc Almond, David Ball) - 2:05
14. "Mystified" (Coz Canler, Wally Palmar, Mike Skill) - 3:24
15. "My Love for You" (Libran, Scroggins) - 1:53
16. "You Don't Mean It" (Ohio Players) - 2:48
17. "I Want, Need, Love You" (Alan Oloman) - 3:41
18. "Ha Ha Ha" (Bruce Lose) - 2:33
19. "Tanzen Gehn" (Hirschburger, Lohr, Zundel) - 2:18
20. "Crash Down Day" (C. Phillips) - 2:30
21. "Lost Love" (Nicola Kuperus, Adam Lee Miller) - 4:44
22. "What You've Got" (J. Ellison) - 3:21
23. "I Started a Joke" (Barry Gibb, Maurice Gibb, Robin Gibb) - 3:20